# LEG Immobilien
Die LEG Immobilien SE ist ein deutsches börsennotiertes Wohnungsunternehmen mit Sitz in Düsseldorf. Das Unternehmen verfügte Anfang November 2021 über rund 146.000 Mietwohnungen, davon 132.800 in Nordrhein-Westfalen.
1970 als Landesentwicklungsgesellschaft Nordrhein-Westfalen GmbH gegründet, firmierte es nach der Privatisierung 2008 zunächst als LEG NRW GmbH. Seit Februar 2013 ist die LEG Immobilien AG ein börsennotiertes Unternehmen, seit Juni 2013 notieren die Aktien im MDAX. Im August 2020 änderte sie ihre Rechtsform in eine europäische Aktiengesellschaft (SE). Größte Anteilseigner sind die beiden US-amerikanischen Investmentgesellschaften MFS und BlackRock.

## Gründungsgeschichte
Die Landesentwicklungsgesellschaft NRW mbH, auch Landesentwicklungsgesellschaft Nordrhein-Westfalen für Städtebau, Wohnungswesen und Agrarordnung (LEG), entstand 1970 aus dem Zusammenschluss der gemeinnützigen Wohnungsunternehmen Rheinische Heim GmbH (Bonn), Gemeinnützige Siedlungsgesellschaft Rote Erde GmbH (Münster), Westfälische Lippe Heimstätte GmbH (Dortmund) sowie der Rheinische Heimstätte GmbH (Düsseldorf). Auf der Grundlage des Aktionsprogramms Ruhr wurde 1980 der Grundstücksfonds Ruhr mit einem Fondsvolumen von jährlich 100 Millionen DM gebildet, um das Flächenrecycling im Ruhrgebiet in Gang zu bringen. Die Verwaltung dieses Bodenfonds übernahm treuhänderisch und weisungsgebunden die LEG.
Im Jahre 1987 übernahm die LEG 38.000 Wohnungen von der abgewickelten Neuen Heimat.

## Privatisierung
Bis zur Privatisierung gehörte die LEG Wohnen GmbH zu etwa 68 % der Beteiligungsverwaltungsgesellschaft des Landes Nordrhein-Westfalen mbH, zu 22 % der NRW.Bank. 2001 wurden auch Wohnungen aus dem Bundeseisenbahnvermögen in Westdeutschland dazugekauft.
Die Landesanteile an der LEG Wohnen GmbH wurden in einem Bieterverfahren durch die von der CDU und der FDP getragenen Landesregierung mit Auflagen (Sozialcharta) verkauft. Ein entsprechender Beschluss des Kabinett Rüttgers erfolgte am 24. Oktober 2006. Dabei waren nach Regierungsangaben neben den Whitehall Real Estate Funds auch Private Equity Fonds wie Deutsche Annington und Fortress als Interessenten im Gespräch.
Der Verkauf wurde von der Landtagsopposition, den Mieterorganisationen und Gewerkschaften abgelehnt. Gegen den Verkauf hatte sich eine Volksinitiative gebildet. Sie hätte etwa 66.000 Unterschriften benötigt, damit der Landtag sich noch einmal mit diesem Thema befasst. Die Volksinitiative verfehlte das Quorum knapp.
Die LEG wurde am 10. Juni 2008 mit Wirkung zum 28. August 2008 an die von der amerikanischen Investmentbank Goldman Sachs aufgelegten Whitehall Real Estate Funds verkauft. Der taxierte Unternehmenswert der LEG betrug 3,5 Milliarden Euro, die Zahl der Wohnungen im Bestand lag bei 93.000. Nach Abzug der Verbindlichkeiten der LEG in Höhe von 2,6 Milliarden Euro verblieb ein Reinerlös von 787,1 Millionen Euro.
Im Privatisierungsvertrag wurde eine Sozialcharta für die Mieter und Beschäftigten (Stichtag 29. August 2008) vereinbart.

## Weitere Entwicklung des Unternehmens
Am 1. Februar 2013 ging das nunmehr als LEG bezeichnete Unternehmen an die Börse. 2011 wurden aufgrund des Konzernumbaus Verluste von 11,5 Millionen Euro geschrieben, im Jahr 2012 betrug das Konzernergebnis 112,1 Millionen Euro. 2013 wurde erstmals eine Dividende gezahlt. Bis 2014 sollten weitere 10000 Wohnungen erworben werden. Am 20. September 2015 kündigten Deutsche Wohnen und LEG Immobilien in einer gemeinsamen Pressemitteilung die beabsichtigte einvernehmliche Übernahme der LEG durch die Deutsche Wohnen bis zum Jahresende 2015 an. Nach Vollzug dieses Vorhabens hätte die Deutsche Wohnen 250.000 Wohneinheiten und einen Portfoliowert in Höhe von rund 17 Milliarden Euro umfasst. Diese Übernahme wurde jedoch nicht vollzogen.
Seitdem baute die LEG ihr Portfolio von 109.600 im September 2015 auf 146.000 Einheiten Anfang November 2021 aus. Am 1. Dezember 2021 gab die Gesellschaft den Kauf von rund 15.400 Wohnungen der Adler Group bekannt und sicherte sich dabei eine Kaufoption für weitere 12.000 Einheiten. Ende 2023 hatte die LEG rund 167.000 Mietwohnungen im Bestand, 68,7 % der Aktien befanden sich im Streubesitz, größter Aktionär war mit 7,3 % die britische MFS International Ltd.
Dividendenausschüttungen seit 2013
| Zahltag  | Dividende | Rendite |
| 24.05.24 | 2,45      | 3,00 %  |
| 01.01.23 | 0,00      | 0,00 %  |
| 23.06.22 | 4,07      | 4,98 %  |
| 28.06.21 | 3,78      | 3,06 %  |
| 29.09.20 | 3,60      | 2,96 %  |
| 04.06.19 | 3,53      | 3,26 %  |
| 23.05.18 | 3,04      | 3,31 %  |
| 22.05.17 | 2,76      | 3,28 %  |
| 20.05.16 | 2,26      | 2,83 %  |
| 25.06.15 | 1,96      | 3,13 %  |
| 26.06.14 | 1,73      | 3,52 %  |
| 22.07.13 | 0,41      | 1,07 %  |